# Comicus cabonegrus
Comicus cabonegrus är en insektsart som beskrevs av Irish 1986. Comicus cabonegrus ingår i släktet Comicus och familjen Schizodactylidae. Inga underarter finns listade i Catalogue of Life.